# خاک (گروه موسیقی)
خاک از گروه‌های موسیقی راک ایرانی است که اولین آلبومشان را در سال ۱۹۹۹ میلادی منتشر کردند.

## اعضا
- شهریار خاتم (خواننده و گیتاریست)
- افشین طهماسبی (کی بورد و گیتار)
- نفیتوس اِستِفانو (باس)

## آلبوم‌ها
- عاشقم باش
- بن‌بست اندیشه
- آغاز